# Пришестя квантових котів
Пришестя квантових котів (англ. The Coming of the Quantum Cats) — науково-фантастичний роман американського письменника Фредеріка Пола, написаний у 1986 році. Спочатку це було опубліковано в науково-фантастичному журналі Analog за січень–квітень 1986 року.

## Сюжет
Роман пропонує вторгнення з альтернативних Земель у альтернативні всесвіти. Жоден із цих всесвітів не схожий на наш всесвіт; проте всі вони мають певний спільний елемент, багато з яких Пол розвиває до сатиричного ефекту.
- В одному всесвіті Ненсі Рейган є президентом Сполучених Штатів, а її чоловіка Рональда, якого здебільшого не поважають, називають «Першим джентльменом». Джон Ф. Кеннеді — сенатор від штату Массачусетс, одружений з жінкою на ім'я Мерилін.
- В іншому всесвіті політичний спектр Америки змістився далеко вправо; Рональд Рейган залишився вірним своїй ранній лівій політиці та досі одружений зі своєю першою дружиною Джейн Вайман.
- У минулому деяких світів молодий революціонер Йосип Джугашвілі (не відомий у цих світах як Йосип Сталін) втік із Росії до Америки в 1900-х роках, забравши з собою доходи від пограбування (тифліського банку 1907 року), здійсненого від імені більшовиків і використовуючи гроші, щоб створити себе як великого американського капіталіста.

У книзі представлено кілька версій трьох персонажів — Домініка Де Сота, Найли Крістоф і Ларрі Дугласа — та їхні взаємини, коли різні версії персонажів подорожують з однієї Землі на іншу. Домінік ДеСота — головний герой, і більша частина книги розповідається з різних точок зору трьох його аватарів, з короткими проблисками численних інших Домініків ДеСотів, розкиданих по всьому роману, які варіюються від вченого-ядерника до мисливця, що бореться за голе існування в руїнах, залишених після ядерного голокосту.
Здається, книга наводить аргументи на користь ідеї, що соціальні умови, а не спадковість формують характер і поведінку людини (дискусія «природа проти виховання»). Як знову і знову показано в цій книзі, люди, народжені з точно такою самою генетичною спадщиною, можуть — з огляду на різні соціальні умови — розвинути абсолютно різні риси характеру (боязкі чи напористі, доброзичливі чи хижі тощо).

### Походження назви
Назва відноситься до знаменитого мисленнєвого експерименту, відомого як «Кіт Шредінгера», де результат події в реальному світі залежить від квантової події. За деякими інтерпретаціями, об'єкт реального світу, в даному випадку кіт, , поки заним не спостерігають, перебуває в двох станах одночасно. Однак ця історія тісніше пов'язана з багатосвітовою інтерпретацією квантової механіки, де всі можливі результати події відбуваються, кожен у своєму власному паралельному всесвіті. Ця ж концепція трактувалася, дещо більш песимістично, в оповіданні Ларрі Нівена «Усі міріади шляхів».

## Короткий зміст сюжету
Роман починається з Нікі ДеСоти як боязкого іпотечного брокера у фашистській Америці, який привертає небажану увагу Найли Крістоф, агента ФБР (жорстока, повноцінна таємна поліція в його світі), яка розслідує втечу… в урядовій лабораторії кимось, хто виявився Домініком ДеСотою з альтернативного всесвіту. Хлопець-шахрай Крістоф Ларрі Дуглас використав як пішака, щоб заманити в пастку лівого активіста та колишнього актора (яким виявився Рональд Рейган), а пізніше його затримали та доставили до Нью-Мексико, щоб розплутати таємницю.
Потім фокус переміщується на іншого Домініка ДеСоту, сенатора Сполучених Штатів, який має роман із Найлою Крістоф Боуквіст, яка в цьому світі є відомою скрипалькою. Зв'язавшись з військовими, він відправляється до національних лабораторій Сандії, де зустрічає ідентичну версію себе — «Кота» з альтернативного всесвіту. Коли сенатор ДеСота бере інтерв'ю у свого колеги з альтернативного всесвіту, чоловік зникає після загадкового попередження. Коли сенатор покидає будівлю, командир бази та він потрапляють у полон до загону військ на чолі з майором Домініком П. ДеСотою, командувачем військових сил з іншого всесвіту.
Виявляється, що місія майора ДеСоти полягала в тому, щоб захистити дослідницькі центри паралельного світу у всесвіті сенатора ДеСоти, що є першим кроком у більшій військовій операції. У всесвіті майора ДеСоти (який згодом отримав назву Paratime Gamma) мілітаристські Сполучені Штати перебувають у напруженому протистоянні з Радянським Союзом і хочуть використати всесвіт сенатора ДеСоти (Paratime Epsilon), щоб здійснити потайки проти них. Після транспортування до Paratime Gamma сенатор ДеСота встигає втекти, відволікаючи свого охоронця, сержанта. Найла Самбок (версія Гамми Найли Крістоф) і втеча через портал із вченим до Парачасу Тау — домашнього всесвіту Нікі ДеСоти.
Після виявлення в пустелі сенатора ДеСоту та вченого — Ларрі Дугласа з іншого всесвіту — схоплює та допитує агент Крістоф. Під час допиту за участю сенатора, вченого та їхніх колег із Парачасу Тау Дуглас розповідає, що він із Парачасу Альфа, і що він був змушений військовими у Парачасі Гамма дати їм можливість подорожувати між всесвітами. Коли агент Крістоф починає тиснути на Дугласа, щоб той надав її уряду подібну допомогу, інший агент ФБР, який був з нею, і вона втрачають свідомість від нокаутуючих дротиків, випущених Домініком ДеСотою — тим самим, який уникнув допиту в Сандії.
ДеСота повертає всю групу до свого всесвіту — Paratime Alpha — де він пояснює, що після втечі сенатора Paratime Gamma вторглася у Вашингтон Епсилона, намагаючись захопити президента. Він також показує, що подорожі між всесвітами створюють зростаючу проблему «балістичної віддачі», коли межі між всесвітами стають слабшими, що призводить до ненавмисного переходу матерії та енергії з одного всесвіту в інший (те, що зображено в інтерлюдіях між розділами) . Він привозить мандрівників до Вашингтона, округ Колумбія, де вони переходять на Paratime Epsilon, щоб допомогти зупинити вторгнення.
Однак перш ніж вони зможуть допомогти, кожен «Кіт», який знаходиться в іншому всесвіті, зникає разом із усіма вченими, які беруть участь у дослідженнях парачасу. Там їм повідомляють, що їх перевезла група більш розвинених альтернативних Земель, щоб зупинити балістичну віддачу до того, як вона посилиться і бар'єри між всесвітами стануть непоправно проникними. «Котів» переселяють до Нью-Йорка на нову Землю, одну з яких переселяють після того, як її жителі знищили себе. Там парачасові трансплантати поступово осідають у нових життях.
Через шість місяців після його прибуття Нікі ДеСота повертається до Нью-Йорка, щоб зробити пропозицію агенту Крістофу. Тепер, працюючи в колективі в Палм-Спрінгс, він скористався можливістю почати нове життя і став набагато впевненішою людиною. Розглянувши його пропозицію, Ніла його світу приймає. Однак під час їхньої подорожі до Каліфорнії Нікі відкриває їй свої сподівання, що їхня трансплантація не вирішила проблему подорожей у парачасі — що з нескінченною кількістю Земель кількість із них, які розвинуть здатність переходити в альтернативні світи, буде тільки збільшиться, настільки багато, що проблема балістичної віддачі може виявитися неминучою.

## Персонажі
- Нікі ДеСота, Сенатор ДеСота, Майор Домінік П. ДеСота, Домінік ДеСота-Арбенс — версії Домініка ДеСота, відповідно іпотечного брокера, сенатора США, офіцера армії та мандрівника між паралельними світами: останній з них належить до освічене суспільство, де чоловік має звичай додавати прізвище дружини після свого власного.
- Найла Крістоф (три версії), яка є мучителем ФБР Нікі ДеСоти, всесвітньо відома скрипалька, яка є коханкою Домініка ДеСоти, та помічниця майора ДеСоти (кохана у свого боса).
- Ларрі Дуглас, він же Лаврентій Джугашвілі, (три версії), хлопець Ніли, друг сенатора ДеСоти (як Лавренті) і полонений вчений: усі вони є онуками альтернативних версій Йосипа Віссаріоновича Джугашвілі, відомого в нашому всесвіті як Йосип Сталін — який у ці часові рамки втік до Америки з доходами Тбілісі пограбування банку, використовуючи отримані кошти, щоб заснувати великого американського капіталіста.

## Рецензія
Дейв Ленгфорд написав рецензію на «Пришестя квантових котів» для White Dwarf #89 і заявив, що «Пол, надійно вдумливий автор, досягає більшого, ніж його напівщасливий фінал. Як і у випадку з ядерною зброєю, технологію крос-тайму неможливо не вигадати, хоча існує нескінченна кількість потенційних нових винахідників…».

## Відгуки
- Огляд Дена Чоу (1986) у Locus, № 303, квітень 1986 року[2].
- Огляд Ентоні Лоу (1986) у Fantasy Review, квітень 1986 року.
- Огляд Дона Д'Аммаси (1986) у Science Fiction Chronicle, № 82, липень 1986 року.
- Огляд Еверетта Ф. Блейлера [як Е. Ф. Блейлера] (1986) у журналі Рода Серлінга The Twilight Zone Magazine, жовтень 1986 року.
- Огляд Юджина Ліна (1986) у Thrust, № 25, зима 1986 року.
- Рецензія Кена Лейка (1987) у Vector 138.
- Огляд Девіда В. Баррета (1987) у Vector 138.
- Огляд Лі Монтгомері (1987) в Interzone, #21, осінь 1987 року.
- Рецензія [французькою] Джонатана Дорнета (1988) в A&A, #113-114.
- Рецензія Кріса Бейлі [як Кріс К. Бейлі] (1989) у Paperback Inferno, № 80.